# Canon EOS M6
M3 M6 Mark II
Le Canon EOS M6 est un appareil photographique hybride amateur d'une définition de 24 mégapixels, fabriqué par Canon, commercialisé en avril 2017.

## Caractéristiques
L'EOS M6 remplace le M3, il reprend les caractéristiques du M5 en retirant le viseur électronique.

## Concurrence
L'EOS M6 se place comme appareil « amateur », il est destiné à la fois au grand public et aux utilisateurs experts. Il est directement confronté aux hybrides APS-C et Micro quatre tiers que sont les Panasonic GX8, GF8 et GM5, les Olympus OMD-E-M10 et PEN (EPM-2, E-PL5 et EP-5), les Fujifilm XE-2, X-M1 et X-A2, les Sony Alpha 5100 et 6000. Il est également placé en alternative des reflex amateurs et débutants qui comptent alors les Canon EOS 800D, 100D, 1300D, Nikon D5600, D3400, Pentax K-70, K-50 et KS-2 et le SLT Alpha 58.